# The Whale (film)
The Whale è un film del 2022 diretto da Darren Aronofsky.
La pellicola è l'adattamento cinematografico dell'omonima opera teatrale del 2012 scritta da Samuel D. Hunter, autore anche della sceneggiatura. Per la sua interpretazione del protagonista, Brendan Fraser ha vinto l'Oscar al miglior attore, mentre Adrien Morot, Judy Chin e Anne Marie Bradley hanno vinto l'Oscar al miglior trucco e acconciatura.

## Trama
Charlie è un professore di inglese gravemente obeso e solitario, che tiene corsi universitari di scrittura in videoconferenza, senza mai attivare la webcam per non mostrare il suo aspetto fisico agli studenti. È assistito da Liz, infermiera e sua unica amica. Confinato sul divano e costretto a spostarsi attraverso l'ausilio di un deambulatore, Charlie verte in condizioni di salute molto precarie. Siccome sperimenta episodi di forte dolore al petto e pressione molto elevata, Liz insiste che vada a farsi visitare in ospedale in quanto l'insufficienza cardiaca congestizia potrebbe essergli fatale, ma Charlie rifiuta, poiché non possiede un'assicurazione sanitaria. Durante un attacco cardiaco, per puro caso interviene Thomas, un missionario della New Life, una setta religiosa che Charlie conosce bene, ma che odia profondamente. Dal momento che il suo intervento ha aiutato Charlie a superare la crisi, Thomas si convince che Dio lo abbia mandato lì per prendersi cura di Charlie e continua ad andare a trovarlo i giorni seguenti per salvarne l'anima.
Charlie, consapevole di esser vicino alla fine, desidera riallacciare i rapporti con sua figlia Ellie, un'adolescente problematica, diffidente e ferita dall'abbandono di suo padre, avvenuto quando lei aveva otto anni, per stare con il suo nuovo compagno Alan, poi deceduto. Quando Ellie si presenta, oltre al risentimento profondo che cova, mostra rabbia per le condizioni in cui si trova suo padre e vorrebbe andarsene. Charlie allora le offre i 120 mila dollari che ha sul proprio conto bancario per convincerla a restare, potendo così aiutarla con una tesina scolastica che le dà preoccupazioni, senza che sua madre ne sia a conoscenza. Nel frattempo, Liz è infastidita dalle frequenti visite di Thomas e gli dice che Charlie non ha bisogno di essere salvato. Gli rivela anche di essere la figlia adottiva del capo pastore di New Life, nonché la sorella di Alan, il defunto fidanzato di Charlie. Gli racconta che Alan si è suicidato a causa di un senso di colpa religioso, ed è questa la causa dei problemi psicologici di Charlie, che lo hanno portato a mangiare in modo incontrollabile.
La salute di Charlie peggiora precipitosamente, egli stesso stima che gli rimanga al più una settimana di vita. Liz gli porta una sedia a rotelle per facilitargli gli spostamenti in casa. 
Un giorno, Ellie infila segretamente un sonnifero in un panino che prepara per il padre. Dopo che lo stesso si è addormentato, arriva Thomas ed Ellie inizia a interrogarlo, mentre lo convince a fumare marijuana. Sotto l'effetto della droga, Thomas le confessa di avere un passato con problemi di tossicodipendenza, ammette di aver rubato i soldi del suo gruppo giovanile e di essere scappato dalla sua famiglia e dalla chiesa, perché si sentiva insoddisfatto. Ellie registra segretamente la sua confessione sul cellulare. 
Liz porta in visita Mary, l'ex moglie di Charlie e madre di Ellie, che viene a conoscenza del fatto che sua figlia va segretamente a trovarlo. I due hanno un alterco, in cui Charlie rivela l'importo sul suo conto in banca, che aveva intenzione di lasciare a Ellie. Questa seconda rivelazione provoca la furia di Liz, perché Charlie le aveva mentito per anni, facendole credere di non aver alcuna risorsa con cui potersi curare.
Rimasti soli, Mary e Charlie discutono sulla rottura del loro matrimonio e sul loro fallimento come genitori. Mentre Mary se ne va, Charlie ammette in lacrime che spera, lasciando il denaro a Ellie, di poter riuscire a fare almeno una cosa buona nella sua vita.
Quella sera, il fattorino che consegna sempre le pizze a Charlie riesce a vederlo per la prima volta, rimanendone disgustato. Charlie allora si ingozza più del solito e nella disperazione, invia una mail collettiva molto esplicita ai suoi studenti, dicendo loro di ignorare il lavoro in classe assegnato e di scrivere qualcosa di veramente onesto. 
Thomas fa poi visita a Charlie un'ultima volta per esprimere la sua gratitudine alla figlia Ellie. Infatti nel frattempo lei aveva rivelato la confessione di Thomas divulgandone l'audio, ma questo ha avuto come conseguenza il fatto che il suo gruppo religioso lo ha perdonato del furto e i suoi genitori vogliono riaccoglierlo a casa. Prima di andarsene, vorrebbe ancora aiutare Charlie, ma per l'uomo la tesi del ragazzo, secondo cui Alan sarebbe morto per "scontare la colpa" della sua omosessualità, è inaccettabile. 
Nell'ultima lezione ai suoi studenti, Charlie rivela che è stato sollevato dall'incarico di insegnante a causa della mail audace inviata loro, dopodiché legge alcune belle osservazioni degli studenti effettuate dopo il suo invito a scrivere qualcosa di sincero e franco. Per ricambiare la loro onestà, accende per la prima volta la sua webcam, mostrandosi per intero e scioccando gli studenti.
Sentendosi in colpa per averlo abbandonato, Liz conforta Charlie mentre si avvicina alla morte. Improvvisamente entra Ellie, furiosa con suo padre perché ha fallito l'esame, nonostante lui avesse scritto la tesina per lei. Poiché Ellie non aveva nemmeno letto il testo della tesina prima di consegnarlo a scuola, Charlie le rivela allora di averle dato come testo un saggio critico su Moby Dick che lei stessa aveva scritto in terza media, poiché lo considera il saggio più bello e onesto che abbia mai letto. 
L'uomo sente che sta per morire e chiede a Ellie di leggergli ancora una volta il suo saggio, cercando così di convincerla quanto possa essere una ragazza meravigliosa e preziosa. A questo punto, si incammina dal divano verso la figlia, senza deambulatore, e inizia a fluttuare mentre viene avvolto da una luce bianca, finalmente libero dal suo corpo.
L'ultima scena è un ricordo di una giornata felice in famiglia, su una spiaggia, quando Ellie era ancora piccola.

## Produzione
Il regista Darren Aronofsky ha dichiarato di aver cercato di realizzare il film per dieci anni, trovando difficoltà a scegliere l'interprete giusto per il ruolo del protagonista. Nel gennaio 2021 viene annunciato che A24 ha acquistato i diritti di distribuzione globale della pellicola e che sarebbe stata diretta da Darren Aronofsky con Brendan Fraser come protagonista.

### Cast
Nel febbraio 2021 Hong Chau, Sadie Sink e Samantha Morton si sono uniti al cast. Il mese successivo, Ty Simpkins si è unito al cast.

### Riprese
Le riprese del film sono iniziate l'8 marzo e si sono concluse il 7 aprile 2021.

## Promozione
Il primo trailer del film è stato pubblicato l'8 novembre 2022.

## Distribuzione
Il film è stato presentato alla 79ª Mostra internazionale d'arte cinematografica di Venezia il 4 settembre 2022, al Toronto International Film Festival l'11 settembre e distribuito nelle sale cinematografiche statunitensi a partire dal 9 dicembre 2022, mentre nelle sale italiane dal 23 febbraio 2023.

### Edizione italiana
Il doppiaggio italiano e la sonorizzazione della pellicola sono stati eseguiti dallo Studio Arkì, con l'edizione curata da Marco Pisciotta, il quale ha anche revisionato i dialoghi con Federica Pacifici. La direzione del doppiaggio è di Teo Bellia e i dialoghi sono a cura di Carlo Valli.

## Accoglienza

### Incassi
La pellicola ha incassato globalmente 57615635 $.

### Critica
Sull'aggregatore Rotten Tomatoes il film riceve il 64% delle recensioni professionali positive con un voto medio di 6,60 su 10 basato su 341 critiche, mentre su Metacritic ottiene un punteggio di 60 su 100, basato su 57 critiche.
La rivista Best Movie ha posizionato il film al secondo posto dei migliori del 2022. Anche il critico cinematografico Carlo Valeri su Sentieri Selvaggi assegna un voto di 4.2 stelle su 5 scrivendo che siamo di fronte ad un "film bellissimo e straziante. Che compie il miracolo di sciogliere via via il peso del protagonista e del Cinema in una dimensione eterea, spirituale".

### Accuse di grassofobia
Dopo la distribuzione della pellicola, dal pubblico si sono sollevate critiche di grassofobia nei confronti di Aronofsky. Il regista è stato prontamente difeso dal protagonista Brendan Fraser, che ha spiegato come anche l'Obesity Action Coalition abbia dato il benestare alla pellicola.

### Primati
Il film ha segnato il record per la miglior apertura limitata con un incasso di 360 mila dollari.

## Riconoscimenti
- 2023 - Premio Oscar[21][22]
  - Miglior attore a Brendan Fraser
  - Miglior trucco e acconciatura a Adrien Morot, Judy Chin e Anne Marie Bradley
  - Candidatura per la miglior attrice non protagonista a Hong Chau
- 2023 - Golden Globe[23]
  - Candidatura per il miglior attore in un film drammatico a Brendan Fraser
- 2023 - Critics' Choice Awards[24][25]
  - Miglior attore a Brendan Fraser
  - Candidatura per il miglior giovane interprete a Sadie Sink
  - Candidatura per la miglior sceneggiatura non originale  a Samuel D. Hunter
  - Candidatura per il miglior trucco
- 2022 - Gotham Independent Film Awards[26]
  - Candidatura per la miglior interpretazione protagonista a Brendan Fraser
  - Candidatura per la miglior interpretazione non protagonista a Hong Chau
- 2022 - Mostra internazionale d'arte cinematografica
  - Leoncino d'oro[27]
  - In concorso per il Leone d'oro al miglior film
  - In concorso per il Queer Lion
- 2022 - Toronto International Film Festival[10]
  - Tribute Awards a Brendan Fraser
- 2023 - British Academy Film Awards[28]
  - Candidatura per la migliore sceneggiatura non originale a Samuel D. Hunter
  - Candidatura per il miglior attore a Brendan Fraser
  - Candidatura per la migliore attrice non protagonista a Hong Chau
  - Candidatura per il miglior trucco e acconciatura a Anne Marie Bradley, Judy Chin, Adrien Morot
- 2023 - Capri, Hollywood - The International Film Festival[29]
  - Miglior attore a Brendan Fraser
- 2023 - Producers Guild of America Award[30]
  - Candidatura per la miglior produzione di un film
- 2023 - Satellite Award[31]
  - Miglior attore in un film drammatico a Brendan Fraser
  - Candidatura per la miglior sceneggiatura non originale a Samuel D. Hunter
- 2023 - Screen Actors Guild Award[32][33]
  - Miglior attore a Brendan Fraser
  - Candidatura per la migliore attrice non protagonista a Hong Chau